# Belisana khaosok
Belisana khaosok is een spinnensoort uit de familie trilspinnen (Pholcidae). De soort komt voor in Thailand. 